# Токийский столичный симфонический оркестр

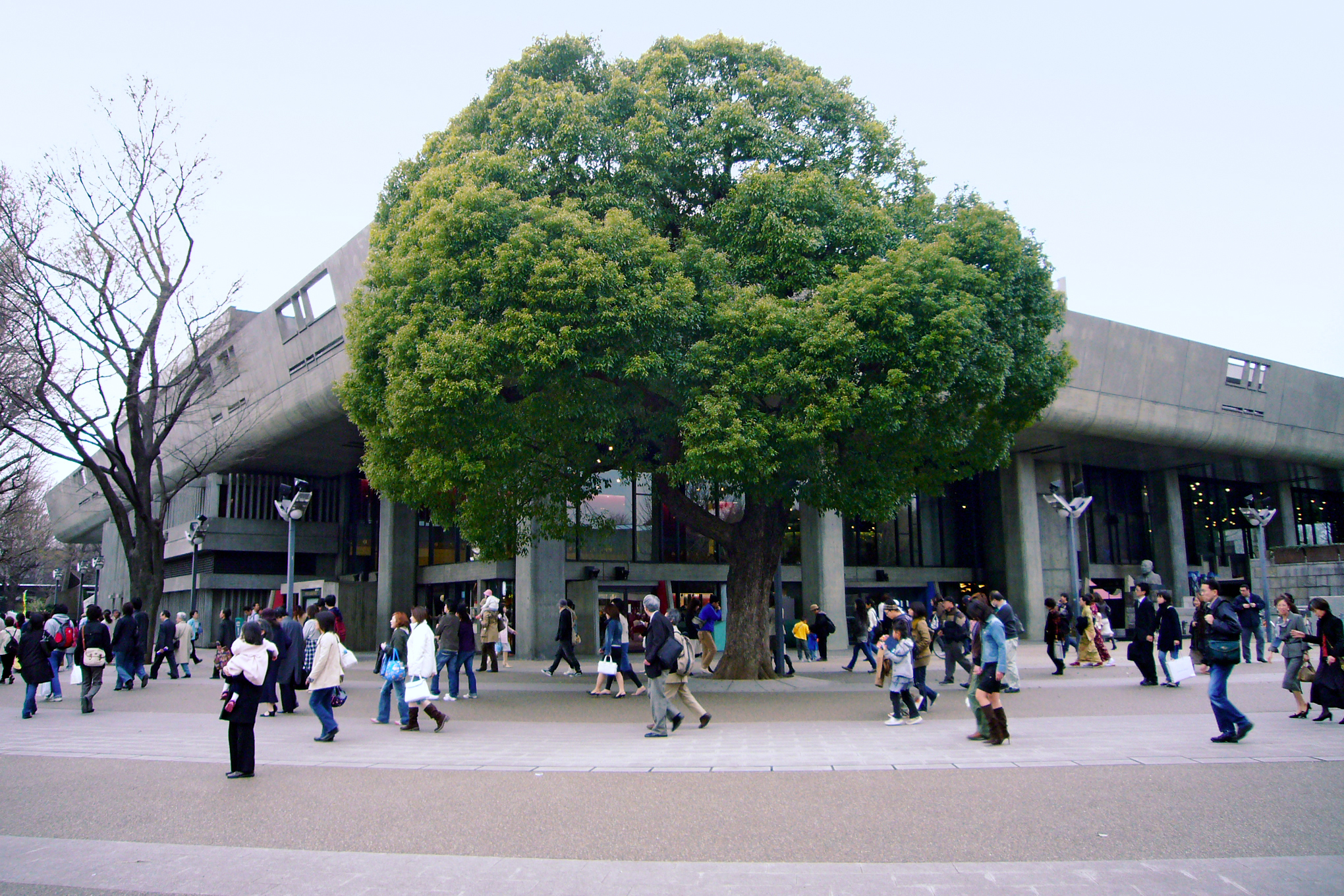
Главный вход

Токийский столичный симфонический оркестр (яп. 東京都交響楽団, англ. Tokyo Metropolitan Symphony Orchestra) — японский симфонический оркестр. Учреждён в 1965 г. правительством префектуры Токио. Сокращённо именуется яп. 都響 (Tokyō) в отличие от Токийского симфонического оркестра, именуемого яп. 東響 (Tōkyō).
Традиционно славится исполнением симфоний Густава Малера: под руководством трёх разных дирижёров (Хироси Вакасуги, Гари Бертини и Элиаху Инбала) оркестр исполнял их все.

## Руководители
- Хайнц Хофман (1965—1967, постоянный дирижёр)
- Тадаси Мори (1967—1972, музыкальный руководитель и постоянный дирижёр)
- Акэо Ватанабэ[англ.] (1972—1978, музыкальный руководитель и постоянный дирижёр)
- Моше Ацмон(1978—1983, музыкальный консультант и главный дирижёр)
- Жан Фурне (1983—1986, постоянный приглашённый дирижёр)
- Хироси Вакасуги (1986—1995, музыкальный руководитель)
- Кадзухиро Коидзуми (1995—1998, главный дирижёр)
- Гари Бертини (1998—2005, музыкальный руководитель)
- Джеймс Де Прист (2005—2008, постоянный дирижёр)
- Элиаху Инбал (с 2008 г., главный дирижёр)